# Filz-Klette
Die Filz-Klette oder Wollkopf-Klette (Arctium tomentosum) ist eine Pflanzenart aus der Gattung der Kletten (Arctium) in der Unterfamilie der Carduoideae innerhalb der Familie der Korbblütler (Asteraceae).

## Beschreibung

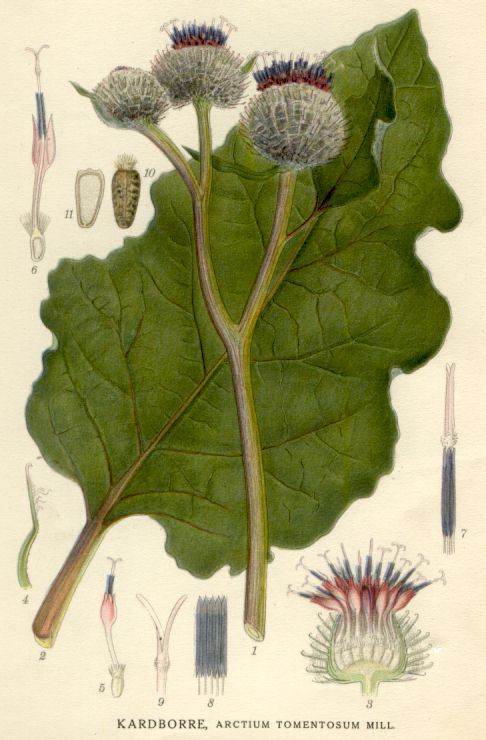
Illustration

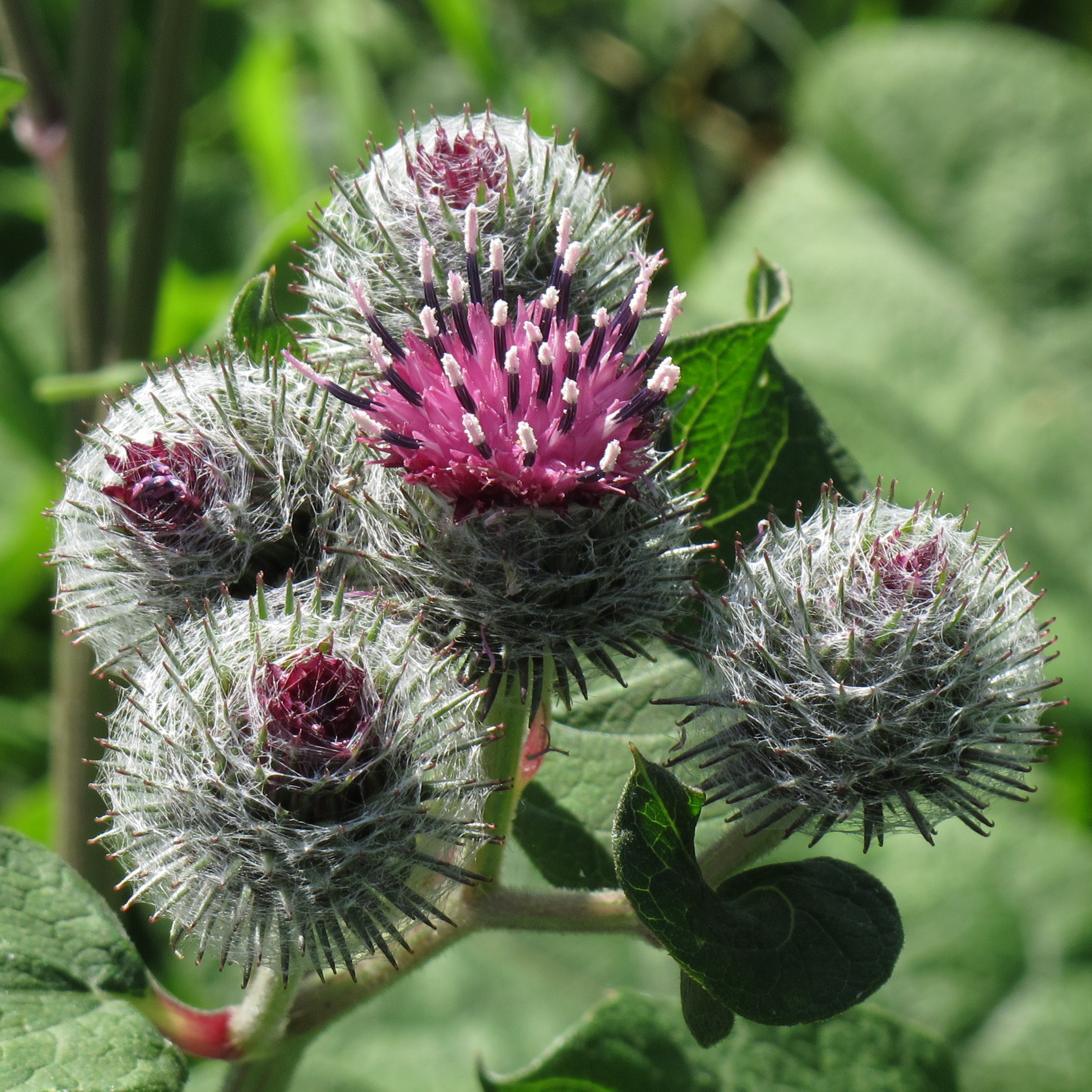
Blütenköpfe

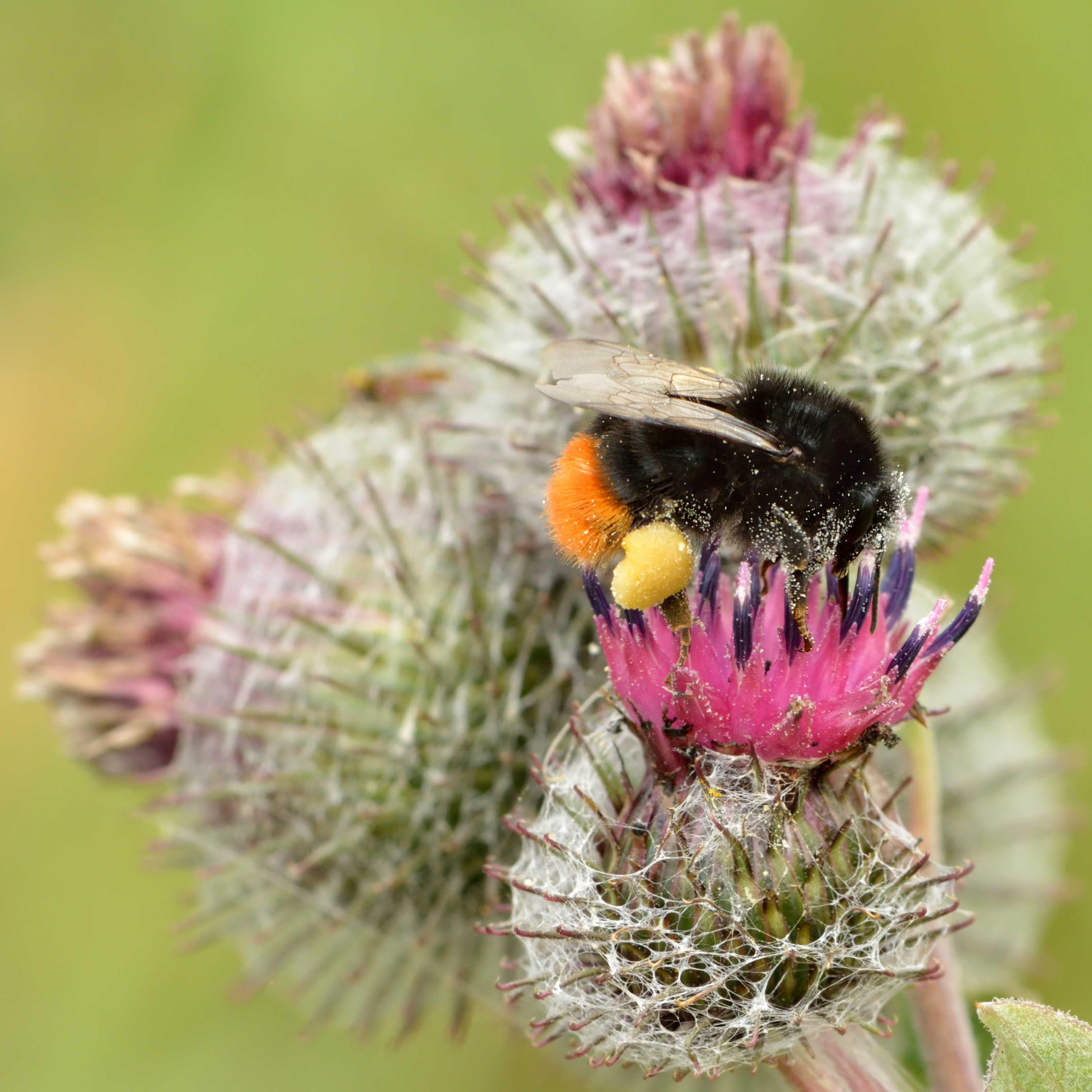
Bestäubung mit Steinhummel

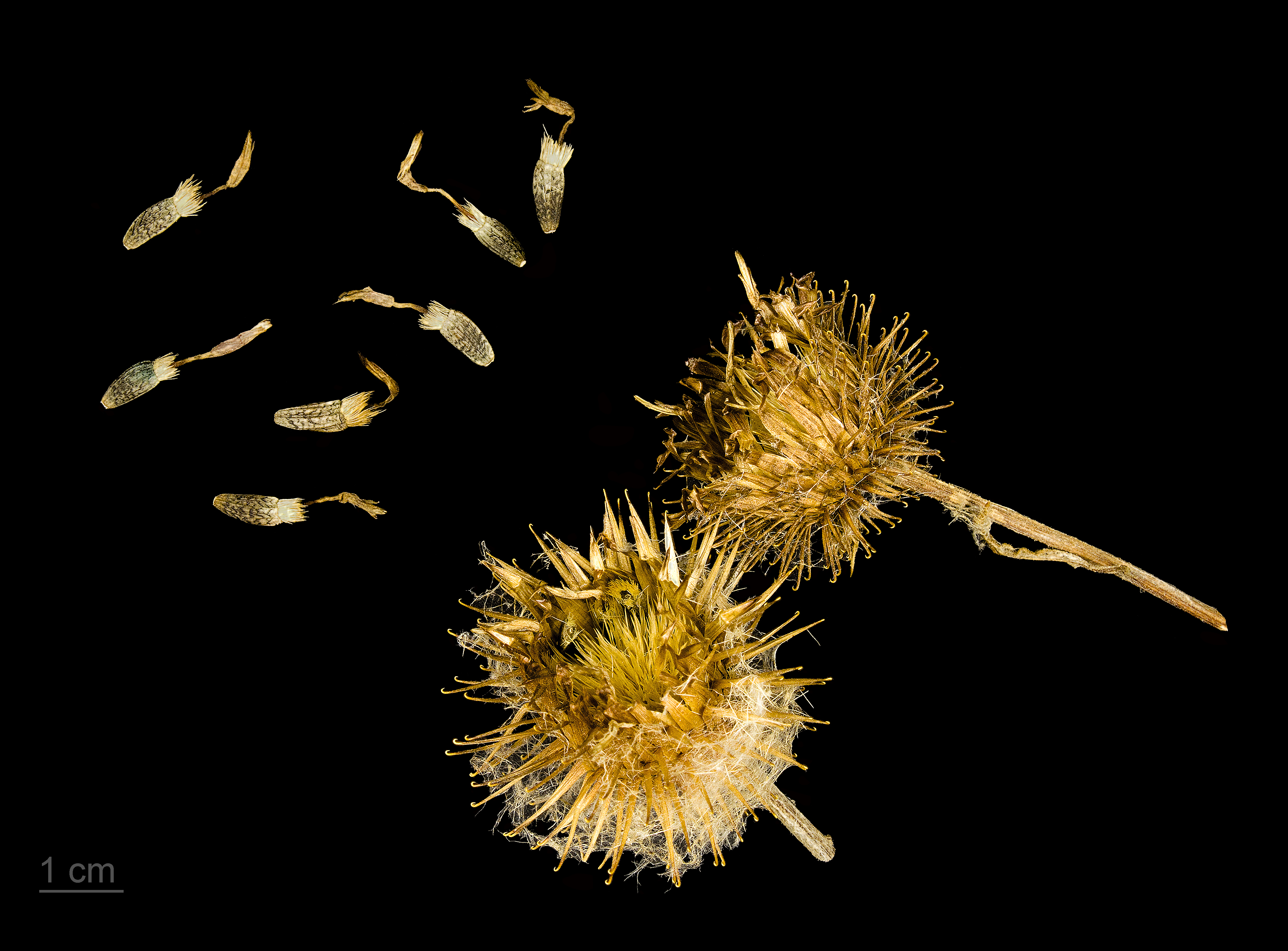
Filz-Klette (Arctium tomentosum) fruchtend

### Erscheinungsbild und Laubblatt
Bei der Filz-Klette handelt es sich wie bei den anderen Arten der Gattung um eine zweijährige krautige Pflanze, die Wuchshöhen von meist 50 bis 120, manchmal bis zu 250 cm erreicht. Der Stängel ist aufrecht und meist sparrig verzweigt.
Die wechselständig angeordneten Laubblätter sind immer in Blattstiel und Blattspreite, die auf der Unterseite mehr oder weniger dicht graufilzig ist, gegliedert. Die Grundblätter besitzen hohle oder solide, 10 bis 15 cm lange Blattstiele mit Drüsenhaaren und auf der Unterseite weiß wollig behaarte sowie auf der Oberseite grüne und spärlich kurz gehaarte Blattspreiten, die eine Länge von 30 bis 40 cm und eine Breite von 16 bis 28 cm sowie eine grob gezähnten bis fast glatt Blattrand besitzen. Sie sind breit herzförmig bis rundlich, ganzrandig oder entfernt klein gezähnelt.

### Blütenstand, Blüte und Frucht
In schirmtraubigen Gesamtblütenständen stehen über bei einer Länge von 1,5 bis 12 cm relativ langen Blütenstandsschäften die körbchenförmigen Teilblütenstände zusammen. Die Filz-Klette lässt sich von den anderen Kletten-Arten sofort durch die spinnwebartig wollig behaarten Blütenkörbchen unterscheiden. Die Blütenkörbchen weisen einen Durchmesser von 1,5 bis 2,5 cm und eine Höhe von 3 cm auf. Die Hüllblätter sind lineal bis lineal-lanzettlich; die inneren sind meist purpurfarben und besitzen einen Rand mit winzigen, ausgebreiteten oder zurückgebogenen Drüsenhaaren. Die rötliche oder weißliche Spitze der Hüllblätter kann hakenförmig eingebogen oder auch gerade sein.
In den Blütenkörben sind viele (über 30) Röhrenblüten vorhanden. Die meist rosa-purpurfarbenen, selten weißen Blütenkronen sind 9 bis 13 mm lang mit einer winzigen, drüsigen Zunge.
Die hellbraunen Achänen sind 5 bis 8 mm lang. Der Pappus besteht aus 1 bis 3 mm langen Borsten.

### Chromosomenzahl
Die Chromosomenzahl beträgt 2n = 36.

## Vorkommen
Die Filz-Klette kommt ursprünglich in Europa, Zentralasien, Sibirien und Xinjiang vor. In Nordamerika und in Armenien ist sie ein Neophyt.  Sie wächst an nicht zu trockenen Ruderalstellen wie Wegrändern, Schutt oder Ackerrändern, gerne in der Nähe von Ufern. Sie gedeiht besonders auf frischen, nährstoffreichen und basenreichen, vorzugsweise kalkhaltigen, mehr oder weniger humosen, sandig-steinigen oder reinen Lehm- oder Tonböden. Sie kommt in Mitteleuropa vor allem im Leonuro-Ballotetum vor, ist eine Charakterart des Verbands Arction lappae, findet sich aber auch in Gesellschaften des Verbands Onopordion acanthii oder der Unterklasse Galio-Urticenea. In den Allgäuer Alpen steigt sie im Vorarlberger Teil bei Neßlegg bei Schröcken bis zu einer Höhenlage von 1420 Metern auf.
Die ökologischen Zeigerwerte nach Landolt et al. 2010 sind in der Schweiz: Feuchtezahl F = 2w (mäßig trocken aber mäßig wechselnd), Lichtzahl L = 4 (hell), Reaktionszahl R = 4 (neutral bis basisch), Temperaturzahl T = 3 (montan), Nährstoffzahl N = 5 (sehr nährstoffreich oder überdüngt), Kontinentalitätszahl K = 5 (kontinental).

## Nutzung
Die Filz-Klette ist essbar und kann kulinarisch genau so verwendet werden wie die nah verwandte Große Klette.